# Ушмор (деревня)
Ушмор — деревня в Клепиковском районе Рязанской области. Входит в состав Ненашкинского сельского поселения.

## География
Находится в северной части Рязанской области на расстоянии приблизительно 5 км на северо-запад по прямой от районного центра города Спас-Клепики у восточного берега озера Иванковское.

## История
В 1859 году здесь (тогда деревня Рязанского уезда Рязанской губернии) было учтено 32 двора, в 1897 — 44. С 2006 года действует Благовещенская церковь.

## Население
Численность населения: 128 человек (1859 год), 351 (1897), 13 в 2002 году (русские 100 %), 11 в 2010.